# Bazylika Świętej Teresy w Lisieux
Bazylika Świętej Teresy w Lisieux (fr. Basilique Sainte-Thérèse de Lisieux) – rzymskokatolicki kościół, sanktuarium św. Teresy od Dzieciątka Jezus, znajdująca się w Lisieux, będąca jednym z najważniejszych miejsc pielgrzymkowych we Francji. Rocznie nawiedza ją blisko dwa miliony ludzi.

## Historia
Święta Teresa z Lisieux została beatyfikowana w 1923, a kanonizowana w 1925. W mieście, w którym żyła, postanowiono wybudować świątynię ku jej czci. Powstała ona z inicjatywy biskupa Bayeux i Lisieux, Thomasa-Paul-Henriego Lemonniera, według projektu trzech architektów: Louisa Marie Cordonniera (zmarł w 1940), jego syna Louisa Stanislasa (zmarł 25 sierpnia 1960) i jego młodszego syna, Louisa. Idea otrzymała pełne poparcie papieża Piusa XI. Budowa świątyni trwająca od 1929 do 1954 była w całości finansowana z datków wiernych. Kamień węgielny pod fundamenty wmurował legat papieski, kardynał Charost. 
11 lipca 1937 bazylikę pobłogosławił kardynał Pacelli, późniejszy papież Pius XII.
Świątynia została konsekrowana 11 lipca 1954. Prace wykończeniowe zostały wstrzymane z powodu II wojny światowej. Ataki bombowe na miasto nieznacznie uszkodziły budowlę. W lecie 1944 mieszkańcy, którzy pozostali w Lisieux, schronili się w podziemiach bazyliki.

## Architektura

### Bazylika właściwa
Kościół w stylu rzymsko-bizantyjskim, został zainspirowany bazyliką Sacré-Cœur w Paryżu. Budynek jest wzniesiony na planie krzyża łacińskiego, z jedną nawą i z transeptem. W centralnym miejscu znajduje się kopuła. Wewnętrzna przestrzeń nie jest podzielona na nawy boczne, a strop nie jest podparty kolumnami. Ściany wewnętrzne bazyliki pokryte są licznymi mozaikami. W bazylice znajduje się osiemnaście ołtarzy, ofiarowanych przez różne narody jako wota.
Świątynia może pomieścić ponad cztery tysiące ludzi.

### Krypta

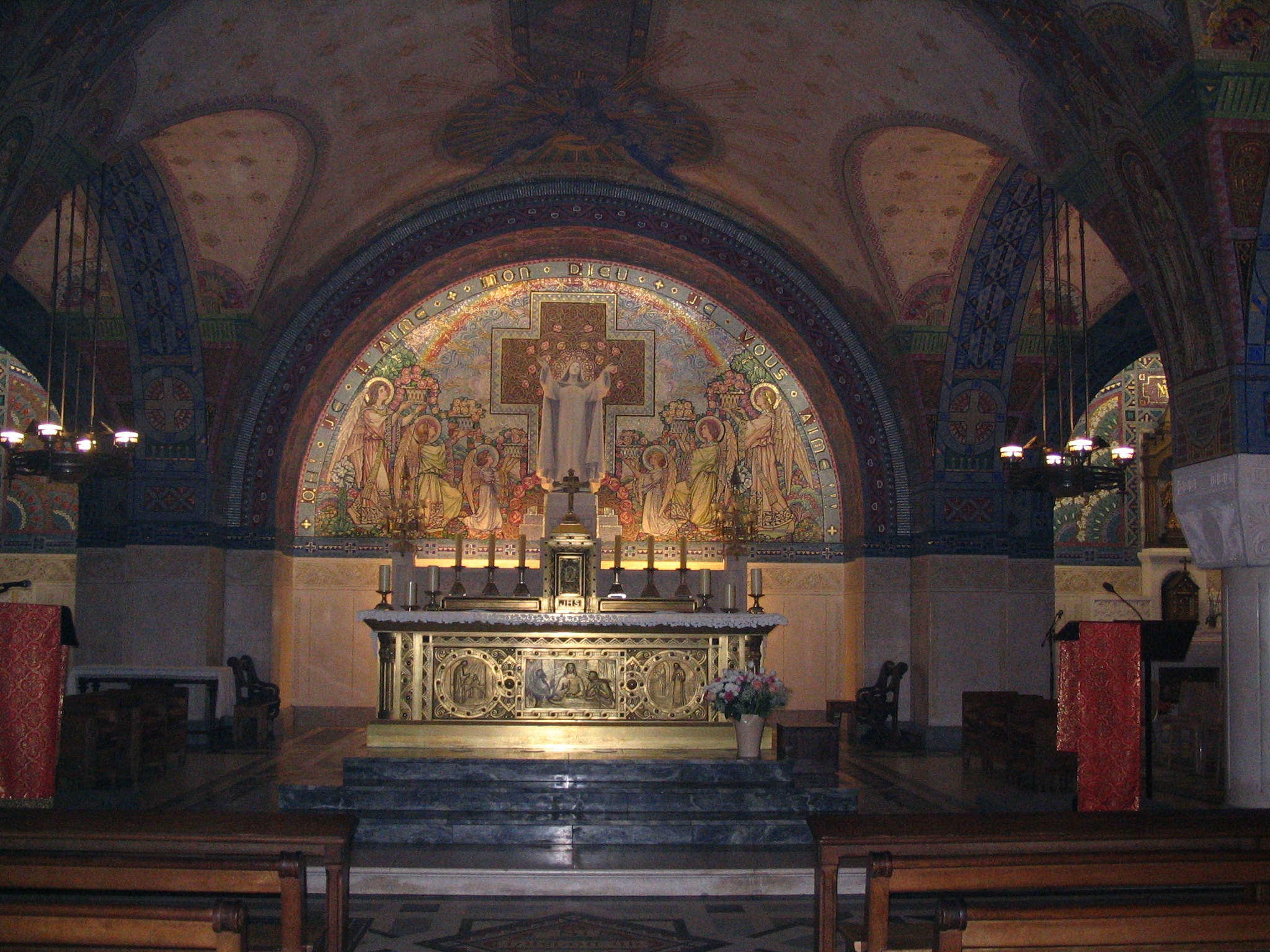
Krypta

Ukończona w 1932 krypta przywołuje tajemnicę życia duchowego św. Teresy. Ma ona 50 m długości i 30 m szerokości. Na wystrój pomieszczenia składają się marmury oraz mozaiki w stylu Exposition des Arts Decoratifs z 1925, przedstawiające sceny z życia patronki: chrzest, pierwsza komunia, cudowne uzdrowienie, zaangażowanie w życie religijne, śmierć.

### Kaplica Adoracji Najświętszego Sakramentu
Zbudowana w 2000 kaplica adoracji jest miejscem cichej, prywatnej modlitwy. Przylega ona do krypty w bazylice. Została ufundowana przez Irlandię jako wotum dla św. Teresy.

### Dzwonnica
Dzwonnica, zbudowana w 1960, jest oddzielona od głównego budynku i znajduje się na placu przy bazylice. Nigdy nie była całkowicie zakończona - priorytetem było oddawanie pieniędzy na cele charytatywne. Mieści się w niej 51 dzwonów oraz carillon. Dwa razy dziennie grane są na nim koncerty dzwonów.

## Otoczenie bazyliki

### Droga Krzyżowa
Za budynkiem kościoła znajduje się Droga Krzyżowa. Tam od 1958 do 2008 spoczywali rodzice św. Teresy - Maria Zelia i Ludwik Martinowie. Z powodu beatyfikacji małżonków, ich ciała przeniesione zostały do krypty bazyliki. Uroczystość wyniesienia na ołtarze odbyła się 19 października 2008 w bazylice.
2 lipca 1980 bazylikę nawiedził papież Jan Paweł II.